# Markies van Heusden

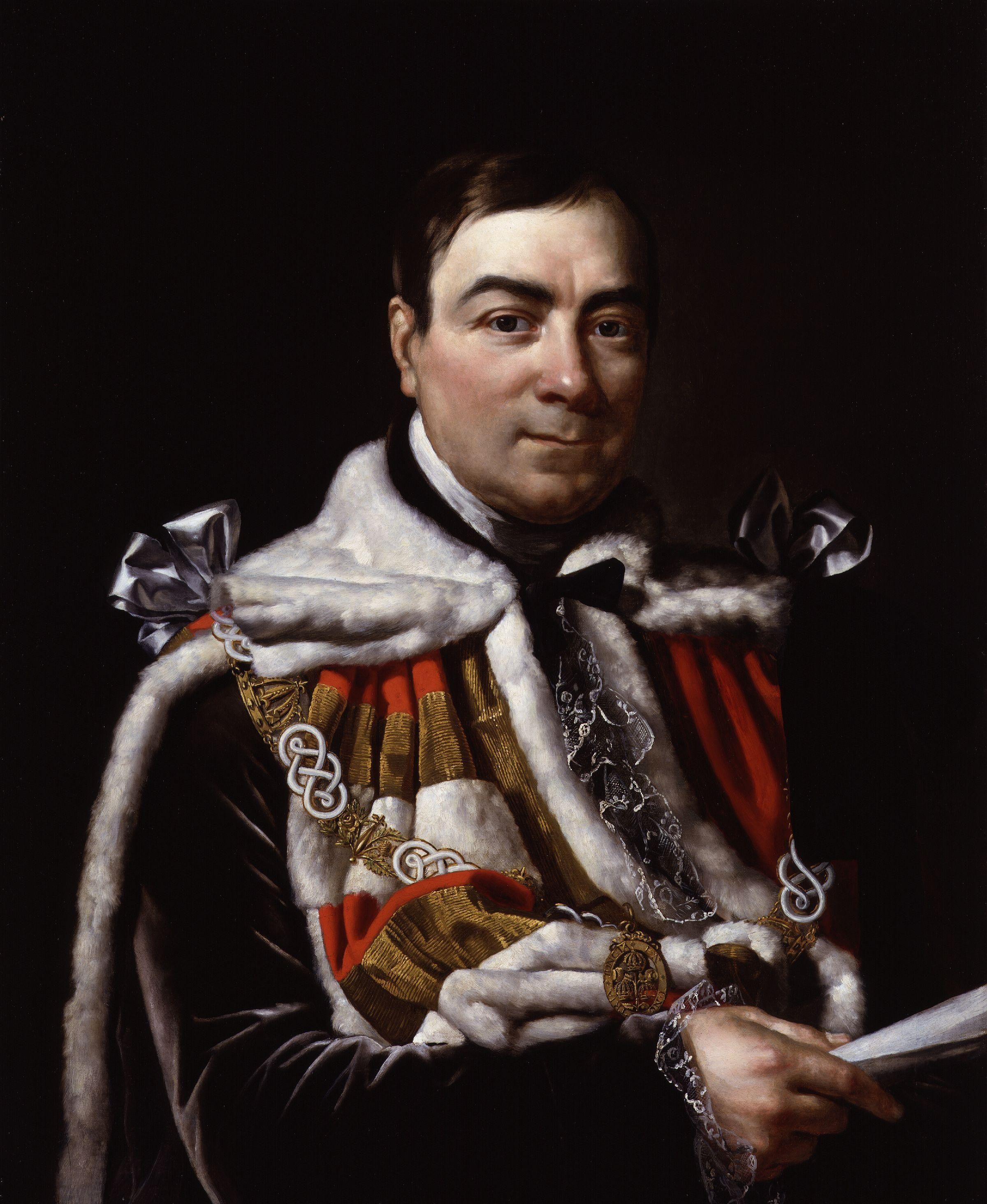
Richard Trench,
1e markies van Heusden

Bij Koninklijk Besluit van 8 juli 1815, nr. 14, verleende Koning Willem I der Nederlanden aan Richard Le Poer Trench, tweede 'Earl of Clancarty' (1767-1837) de erfelijke en adellijke titel van Markies van Heusden, vanwege zijn verdienste als Brits ambassadeur in Nederland. Zijn afstammelingen behoren allen tot de Nederlandse adel en kunnen de predicaten jonkheer of jonkvrouw voeren.
Het hoofd van deze Anglo-Ierse familie voert de Nederlandse adellijke titel van Markies van Heusden. Er zijn slechts twee in het buitenland levende niet-Nederlandse families in de Nederlandse adel verheven. Naast de familie Le Poer Trench (Clancarty) voert het hoofd van de familie Wellesley, de Hertog van Wellington, de Nederlandse titel Prins van Waterloo.
De huidige markies van Heusden is Nicholas Power Richard Le Poer Trench, 9e graaf van Clancarty (Uxbridge, 1 mei 1952), artiest en schrijver, lid Hogerhuis 1995-1999 en 2010-heden; hij is getrouwd en heeft één dochter.
Met de komst van de Nederlandse Wet op de Adeldom in 1994 is het gebruik om niet-Nederlanders niet te verheffen gecodificeerd.

## Markiezen van Heusden
- Richard Le Poer Trench (1767-1837), 2e graaf van Clancarty, 1e markies van Heusden
- William Thomas Le Poer Trench (1803-1872), 3e graaf van Clancarty, 2e markies van Heusden
- Richard Somerset Le Poer Trench (1834-1891), 4e graaf van Clancarty, 3e markies van Heusden
- William Frederick Le Poer Trench (1868-1929), 5e graaf van Clancarty, 4e markies van Heusden
- Richard Frederick John Dounough Le Poer Trench (1891-1950), 6e graaf van Clancarty, 5e markies van Heusden
- Greville Sidney Rochfort Le Poer Trench (1902-1975), 7e graaf van Clancarty, 6e markies van Heusden
- William Francis Brinsley Le Poer Trench (1911-1995), 8e graaf van Clancarty, 7e markies van Heusden
- Nicholas Power Richard Le Poer Trench (1952), 9e graaf van Clancarty, 8e markies van Heusden[3]